# Dysphenges
Dysphenges es un género de escarabajos de la familia Chrysomelidae. En 1894 G. Horn describió el género. Esta es la lista de especies que lo componen:
- Dysphenges eichlini Gilbert & Andrews, 2002
- Dysphenges lagunae Gilbert & Andrews, 2002
- Dysphenges rileyi Gilbert & Andrews, 2002